# Lysinema ciliatum
Lysinema ciliatum is een plantensoort uit de heidefamilie (Ericaceae). De plant komt voor in Zuidwest-Australië.
Het is een rechtopstaande struik die een hoogte kan bereiken van 1,6 meter. De soort heeft witte crèmekleurige of rozebruine bloemen en bloeit van mei tot december. Hij wordt aangetroffen in zandduinen langs de kust, vlaktes en verstoorde locaties, waar hij groeit op zandige of kleiachtige bodems, grind, lateriet en kalksteen.